# Дигидрокортикостерон
Дигидрокортикостерон (5α-дигидрокортикостерон, 5α-ДГК, 11β,21-дигидрокси-5α-прегнан-3,20-дион) — эндогенный минералкортикоидный стероидный гормон и нейростероид. Синтезируется из кортикостерона при участии фермента 5α-редуктаза. Дигидрокортикостерон оказывает центральное угнетающее действие и ухудшает длительное потенцирование у животных.